# Medal of Freedom (1945)
La Medal of Freedom ("medaglia della libertà") fu una decorazione civile stabilita dal presidente Harry Truman per onorare i civili le cui azioni hanno aiutato lo sforzo di guerra degli Stati Uniti e dei suoi alleati. Fu intesa per essere assegnata dal segretario di Stato, dal segretario alla guerra o dal segretario alla marina, ma è noto che sia il presidente Dwight D. Eisenhower, che John F. Kennedy ne autorizzarono l'assegnazione.

## Descrizione
La medaglia è un disco di bronzo sul cui fronte compare un busto di profilo voltato a sinistra di un uomo che indossa un berretto modellato come la testa di un'aquila calva, ornato di stelle con la parola "FREEDOM" ("libertà") in lettere capitali che forma un arco alla base del disco. Sul retro compare la Liberty Bell circondata dalle parole "UNITED STATES OF AMERICA" ("Stati Uniti d'America") in lettere capitali. La medaglia è ornata da un nastro rosso con quattro sottili strisce bianche. L'ordine esecutivo originale con la quale è stata istituita specificava che non più di una poteva essere assegnata ad un singolo individuo, ma che per successivi atti di servizio che ne giustificassero una nuova assegnazione poteva essere aggiunta una decorazione adatta" e furono pertanto assegnate anche medaglie con palma di bronzo, argento e oro. Non ci sono registrazioni di cittadini statunitensi che abbiano ricevuto la decorazione con una palma, ma diversi cittadini non statunitensi la ricevettero e queste furono interpretate come una scala di valore della decorazione.

## Nastri

Senza palma
Con palma di bronzo
Con palma d'argento
Con palma d'oro